# RPG-75
RPG-75 — чехословацький ручний реактивний протитанковий гранатомет одноразового використання. Призначений для боротьби з танками, БМП, самохідними артилерійськими установками та іншими броньованими об'єктами противника, а також може бути використаний для знищення живої сили ворога, що знаходиться в легких укриттях і спорудах міського типу.

## Конструкція
Гранатомет складається з двох основних елементів: пускового пристрою і власне реактивної гранати.
Пусковий пристрій гранатомета RPG-75 складається з двох телескопично розсувних частин: труби і камери згоряння з соплом. Труба є фасонним виробом з дюралю з двома підсилюювачими ребрами.

## Варіанти
- RPG-Nh-75 — з гранатою (PrNh)
- RPG-75-TB — з термобарічною гранатою
- RPG-Cv-75 — тренувальна модель (для стрільби по щитах)
- RPG-Šk-75 — навчальний (шкільний) гранатомет

## На озброєнні
- Чехія
- Словенія
- Польща
- Мексика
- Україна